# Уолдайя
Езерото Уолдайя (на английски: Wholdaia Lake) е 12-о по големина езеро в Северозападни територии. Площта му, заедно с островите в него е 678 км2, която му отрежда 62-ро място сред езерата на Канада. Площта само на водното огледало без островите е 608 км2. Надморската височина на водата е 364 м.
Езерото се намира в югоизточния част на Северозападните територии на Канада. Дължината му от запад на изток е 44 км, а максималната му ширина от север на юг – 40 км.
Уолдайя има изключително силно разчленена брегова линия, с безбройни заливи, полуострови, протоци и острови с площ от 70 км2, като най-голям остров е Инес с площ от 8,7 км2.
През езерото протича река Дубонт, вливаща се в северозападния му ъгъл и изтичаща от североизточната част на Уолдайя.
През краткия летен сезон езерото се посещава от стотици от любители на лова и риболова в района.
Езерото е открито вероятно от Самюъл Хиърн, служител на компанията „Хъдсън Бей“ през пролетта на 1771 г. по време на похода му на север към река Копърмайн.
Вторично езерото е открито и за първи път изследвано и картографирано през 1893 г. канадският геолог и картограф Джоузеф Тирел.